# Ranunculus capensis
Ranunculus capensis är en ranunkelväxtart som beskrevs av Carl Peter Thunberg. Ranunculus capensis ingår i släktet ranunkler, och familjen ranunkelväxter. Inga underarter finns listade i Catalogue of Life.